# Minamiaiki
Minamiaiki (南相木村 Minamiaiki-mura?) es una villa en la prefectura de Nagano, Japón, localizada en la parte central de la isla de Honshū, en la región de Chūbu. El 1 de marzo de 2021 tenía una población estimada de 926 habitantes y una densidad de población de 14 personas por km².

## Geografía
Minamiaiki se encuentra en la parte montañosa del este de la prefectura de Nagano, bordeada por la prefectura de Gunma al este. Más del 90% del área de la villa está cubierta por montañas y bosques, y está a una altitud promedio de entre 1000 y 1200 metros.

## Historia
El área de la actual Minamiaiki era parte de la antigua provincia de Shinano, y fue mencionada en los registros del período Muromachi. El área era parte de los territorios tenryō bajo la administración directa del shogunato Tokugawa durante el período Edo. La villa actual de Minamiaiki fue creada con el establecimiento del sistema de municipios modernos el 1 de abril de 1889.

## Demografía
Según los datos del censo japonés, la población de Minamiaiki ha estado disminuyendo en los últimos 50 años.
| Gráfica de evolución demográfica de Minamiaiki entre 1940 y 2015 |
|                                                                  |
| Oficina de Estadísticas de Japón                                 |